# Mercedes Aráoz
Mercedes Aráoz (castellà: Mercedes Rosalba Aráoz Fernández)  (Lima, 5 d'agost de 1961) és una economista, professora universitària i política peruana.

## Biografia
Mercedes Aráoz va guanyar la majoria a la convenció nacional de l'Aliança Popular Revolucionària Americana (APRA) i va acceptar la nominació per a les eleccions generals peruanes de 2011, però va retirar la nominació el 16 de gener de 2011 per discrepàncies amb el partit, i APRA no va presentar cap candidat a les eleccions. Ollanta Humala guanyà les eleccions peruanes de 2011 i el succeí com a president. El 2016 es convertí en la Vicepresidenta Segona del Perú del govern de Fernando Zavala Lombardi, sota la presidència de Pedro Pablo Kuczynski.

### Primera ministra
El 17 de setembre de 2017 fou nomenada Presidenta del Consell de Ministres del Perú després que Fernando Zavala Lombardi perdés una moció de confiança.